# موليات
موليات واحدتها مولة والجمع مول أو قمل الطيور المائية والجارحة (الاسم العلمي: Laemobothriidae)، فصيلة قمل كبيرة من رتيبة ضعيفات الشمع، تعيش على الطيور الجوارح فتضيمها. وفي بعض الأحيان يتم توحيد جميع الأجناس في جنس مولة (Laemobothrion).